# Rozellaformák

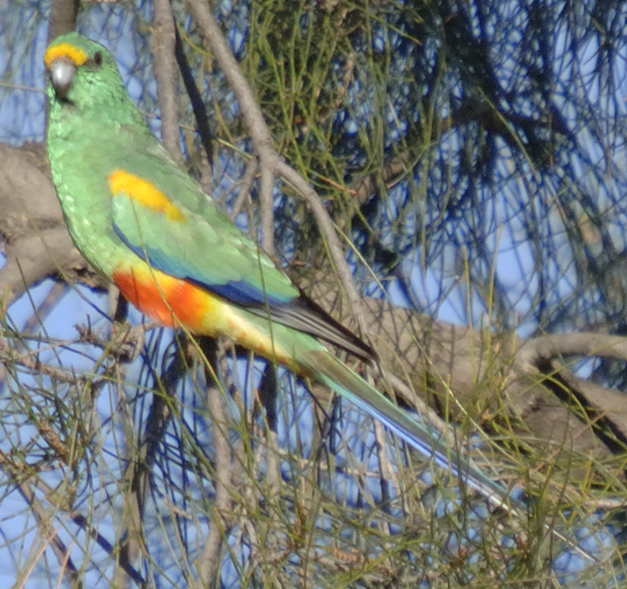
Sokszínű mulgapapagáj (Psephotus varius)

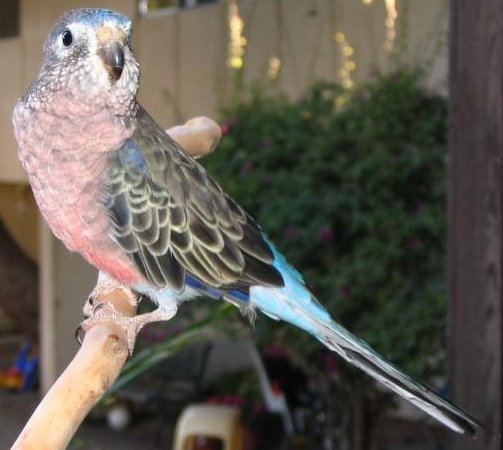
Bourk-papagáj (Neopsephotus bourkii)

A rozellaformák (Platycercinae) a madarak osztályának papagájalakúak (Psittaciformes) rendjébe és a szakállaspapagáj-félék (Psittaculidae) családjába tartozó alcsalád.

## Rendszerezésük
Az  alcsaládba az alábbi nemek és fajok tartoznak.

### Rozellarokonúak(Platycercini)
10 nem, 28 élő és 5 kihalt faj tartozik ide.
- Platycercus - 6 faj
  - Sápadtfejű rozella (Platycercus adscitus)
  - Tasmán rozella (Platycercus caledonicus)
  - Karmazsin rozella (Platycercus elegans)
  - Keleti rozella (Platycercus eximius)
  - Nyugati rozella (Platycercus icterotis)
  - Feketefejű rozella (Platycercus venustus)

- Barnardius - 1 faj
  - Ausztrál örvöspapagáj (Barnardius zonarius)

- Psephotus - 1 faj
  - Énekes papagáj (Psephotus haematonotus)

- Northiella - 1 faj
  - Vöröshasú papagáj (Northiella haematogaster)

- Psephotellus - 3 élő és 1 kihalt faj
  - Aranyosvállú mulgapapagáj (Psephotellus chrysopterygius vagy Psephotus chrysopterygius)
  - Csuklyás mulgapapagáj (Psephotellus dissimilis vagy Psephotus dissimilis)
  - † Paradicsomi mulgapapagáj (Psephotellus pulcherrimus vagy Psephotus pulcherrimus)
  - Sokszínű mulgapapagáj (Psephotellus varius vagy Psephotus varius)

- Purpureicephalus - 1 faj
  - Vörössapkás papagáj (Purpureicephalus spurius)

- Lathamus - 1 faj
  - Fecskepapagáj (Lathamus discolor)

- Prosopeia - 3 faj
  - Sárgahasú álarcospapagáj (Prosopeia personata)
  - Pompás álarcospapagáj (Prosopeia splendens)
  - Tongai álarcospapagáj (Prosopeia tabuensis)

- Eunymphicus - 2 faj
  - Kaledón szarvaspapagáj, korábban agancsos papagáj (Eunymphicus cornutus)
  - Ouveai szarvaspapagáj (Eunymphicus uvaeensis)

- Cyanoramphus - 8 élő és 4 kihalt faj
  - Aranyfejű kecskepapagáj, korábban ugráló papagáj (Cyanoramphus auriceps)
  - Chathami kecskepapagáj (Cyanoramphus forbesi), korábban Cyanoramphus auriceps forbesi néven az ugráló papagáj alfajának tartották.
  - Malherbe-kecskepapagáj, korábban narancshomlokú papagáj (Cyanoramphus malherbi)
  - † Raiatea-szigeti kecskepapagáj (Cyanoramphus ulietanus)
  - Antipodes-kecskepapagáj (Cyanoramphus unicolor)
  - † Feketehomlokú kecskepapagáj (Cyanoramphus zealandicus)
  - Pirosfejű kecskepapagáj, korábban kecskepapagáj (Cyanoramphus novaezelandiae)

Alfajait egyes források faji szinten kezelik, mint:
- -     - Norfolki kecskepapagáj (Cyanoramphus cookii vagy C. n. cookii)
    - † Macquarie-szigeti kecskepapagáj (Cyanoramphus erythrotis vagy C. n. erythrotis)
    - Hochstetter-kecskepapagáj (Cyanoramphus hochstetteri vagy C. n. hochstetteri): a nála valamivel nagyobb Antipodes-kecskepapagájjal osztozik az Ellenlábas-szigeteken.
    - Kaledón kecskepapagáj (Cyanoramphus saisseti vagy C. n. saisseti)
    - † Lord Howe-kecskepapagáj (Cyanoramphus subflavescens vagy C. n. subflavescens)

### Földipapagáj-rokonúak(Pezoporini)
3 nem, 10 faj tartozik ide.
- Pezoporus - 3 faj
  - Keleti földipapagáj (Pezoporus wallicus)
  - Nyugati földipapagáj (Pezoporus flaviventris) - a keleti földipapagájról leválasztott faj
  - Éjjeli földipapagáj (Pezoporus occidentalis vagy Geopsittacus occidentalis)

- Neopsephotus - 1 faj
  - Bourk-papagáj (Neopsephotus bourkii)

- Neophema - 6 faj
  - Narancshasú fűpapagáj (Neophema chrysogaster)
  - Aranyosarcú fűpapagáj (Neophema chrysostoma)
  - Kékhomlokú fűpapagáj (Neophema elegans)
  - Szirti fűpapagáj (Neophema petrophila)
  - Ékes fűpapagáj (Neophema pulchella)
  - Vörösbegyű fűpapagáj (Neophema splendida)